# Raymond Franz

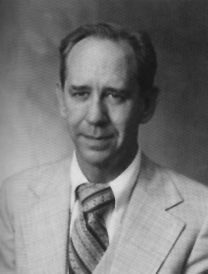
Raymond Franz

Raymond Franz (8 mei 1922 - 2 juni 2010) was van 1971 tot 1980 lid van het Besturend Lichaam van Jehova's getuigen. Hij was een neef van Frederick William Franz, de vierde president van het Wachttorengenootschap.
Nadat hij het hoofdbureau van het Wachttorengenootschap had verlaten, werd hij (eind 1981) uit de gemeenschap van Jehova's getuigen gesloten (een vorm van excommunicatie). Hierna schreef hij enkele kritische boeken over de doctrines  van Jehova's getuigen en hoe hun organisatie op het hoogste niveau functioneert.

## Biografie

### Jeugd
Franz werd in 1922 geboren en werd als derde-generatie Jehova's getuige opgevoed. Veel van zijn familieleden waren leden van die organisatie. Raymonds oom Frederick was de vierde president van het Wachttorengenootschap en had grote invloed op de ontwikkeling van de beweging, zowel qua gebruiken als qua doctrines. Raymond Franz werd in 1939 gedoopt (Jehova's getuigen kennen volwassenendoop) en werkte tegen 1940 fulltime in gebieden die de organisatie had aangewezen als "behoeftig".

### Carrière als Jehova's getuige
In 1944 studeerde Franz af op de zendelingenschool Gilead en werd in 1946 zendeling in Puerto Rico. Hij werd opziener over grote delen van het Caraïbisch gebied. In 1959 trouwde hij met Cynthia, die hem vergezelde bij zijn zendingsreizen. Na 1961 waren ze vier jaar zendelingen in de Dominicaanse Republiek.
In 1965 ging Franz op uitnodiging Nathan Homer Knorr, de derde president van het Wachttorengenootschap, werken en wonen op het wereldwijde hoofdbureau van Jehova's getuigen in Brooklyn, New York. Franz begon met werken op de afdeling waar men de publicaties van de organisatie schreef en werd lid van een team dat 5 jaar zou werken aan het boek Hulp tot begrip van de Bijbel, het eerste encyclopedische werk dat door Jehova's getuigen zou worden uitgegeven.
In 1971 werd Franz lid van het Besturend Lichaam van Jehova's getuigen, een kleine groep mannen op het op een na hoogste niveau (in die tijd had de president van het Wachttorengenootschap alle beslissingsbevoegdheid). In de daarop volgende jaren reisde hij de wereld over om toezicht te houden op de structuur en werking van de organisatie en op de activiteiten en gebruiken op alle niveaus.

### Crisis, ontslag en uitsluiting
Eind jaren 1970 begon Franz te twijfelen aan bepaalde doctrines van Jehova's getuigen. Hij kreeg ook grote moeite met de autoritaire opstelling van het leiderschap. Hij concludeerde dat de geloofsgemeenschap sektarische kenmerken had gekregen.
Franz stond hierin niet alleen. Eind 1979 werden meerdere medewerkers op het hoofdbureau beschuldigd van 'ketterse opvattingen'. Er ontstond een soort inquisitie jegens degenen die van afval werden beschuldigd. Franz besloot te vertrekken van het hoofdbureau. In mei 1980 werd hij beschuldigd van afval en werd hij verzocht zijn functie als lid van het Besturend Lichaam neer te leggen. Hij schreef zijn ontslagbrief en verliet het hoofdbureau van de organisatie.
In 1981 werd Franz uitgesloten, vanwege een etentje met zijn huurbaas die zich kort daarvoor op eigen initiatief had teruggetrokken uit de Jehova's getuigen. Over zijn uitsluiting werd een artikel (inclusief interview) gepubliceerd in Time magazine.

### Na de uitsluiting
Na zijn uitsluiting leidde Franz met zijn vrouw Cynthia een teruggetrokken leven. Franz schreef twee boeken over zijn ervaringen en de interne (bestuurlijke) werking van de organisatie van Jehova's getuigen. Deze boeken behoren tot de "verboden literatuur" voor Jehova's getuigen.
Op 30 mei 2010 kreeg Franz een beroerte. Op 2 juni 2010 is hij overleden op 88-jarige leeftijd.

## Werken
- Gewetensconflict[12] (ISBN 90-259-4722-0) (oorspronkelijk: Crisis of conscience ISBN 0-914675-01-X)
- In search of Christian Freedom[13] (ISBN 0-914675-16-8, niet in het Nederlands verschenen)